# Amzacea
Amzacea is een Roemeense gemeente in het district Constanța.
Amzacea telt 2631 inwoners.